# Миасский краеведческий музей
Миасский краеведческий музей — один из старейших музеев в Челябинской области. В экспозиционных залах музея оформлены выставки, рассказывающие об истории края, о жизни обывателей Миасского завода: их занятиях, быте, духовной культуре, об истории золотодобычи в Миасской долине. Для посетителей была открыта научно-краеведческая библиотека с богатым фондом изданий, в том числе и дореволюционных.
Сотрудники музея выпускают краеведческий сборник, посвященный музею — «Истоки».
Первым заведующим музея был назначен Эммануил Иосифович Мали, сыгравший большую роль в развитии краеведения в городе, а научным сотрудником стал бывший секретарь Общества краеведения — геолог Н. И. Кураев.

## История музея
Изначально коллекция музея состояла из 1195 экспонатов. Экспозиция содержала два отдела: исторический и природный. Только за первые месяцы музей посетило 4800 человек.
Первыми экспонатами музея были труды, приобретённые в 1918 году по инициативе Л. А. Кулика, заведующего метеоритным отделом геологического и минералогического музея Академии наук, у Уральского общества любителей естествознания (УОЛЕ), а также собранная коллекция минералов и горных пород, гербарии растений Ильменских гор. Большую часть экспонатов составляли культурные ценности, оставленные после вытеснения из Миасса в 1919 году колчаковцев: картины, художественное литье, ценная мебель, чучела животных и птиц из мастерской И. Бардина.
В 1928 году в связи с переводом из Златоуста педагогического техникума, музей был выселен из Симоновского особняка в дом купца Жарова по ул. Свердлова. В 1934 г. музей переезжает в одноэтажное здание по улице Октябрьской, 7 — дом купца Лесина. В течение 1934—1935 года к зданию музея для расширения площадей был сделан деревянный пристрой. При музее работала столярная мастерская по изготовлению и ремонту музейного оборудования. Благодаря неиссякаемой энергии директора И. Т. Черных были увеличены фонды музея до 7 тысяч экспонатов, возросла посещаемость до 20 тысяч человек в год. При музее заново создается научная библиотека, архив, химлаборатория.
В годы Великой Отечественной войны перед музеем встала задача по сохранению своих коллекций и пополнению их материалами, отражающими героику фронта и тыла. Все это предстояло делать в трудных условиях военного времени, когда штаты музея были сокращены, экспозиционные площади сократились на 60 %, так как на территории Миасского музея был размещен эвакуированный из Харькова проектный институт.
В послевоенный период работа музея вновь налаживается. Определяются основные направления его деятельности: научно-исследовательское, экспозиционное, научно-просветительское. Широко развертывается работа по сбору местного исторического материала, изучению и сбору экспонатов по природе края. Большую помощь в пополнении фондов музея оказывал Ильменский государственный заповедник. Музей являлся центром, который вел работу по координации различных направлений изучения родного края, оказания научно-методической помощи школьным музеям и кружкам.
Начиная с 1960-х годов, сотрудники музея начинают проводить научно-исследовательскую работу в архивах страны. В 1961 году в результате совместной работы с сотрудниками Центрального Государственного архива древних актов были найдены уникальные документы, подтверждающие точную дату основания Миасского завода. Большую работу по сбору архивных материалов, разработке туристических и краеведческих маршрутов для школьников проделал научный сотрудник музея Петр Михайлович Шалагинов, проработавший в музее более 20 лет.
4 февраля 1960 года при музее была организована историко-краеведческая секция, которая объединила ветеранов партии, войн и труда. Энтузиасты, любители краеведы, глубоко любящие родной край, увлеченно занимающиеся изучением и пропагандой истории города и края, они внесли неоценимый вклад, пополнив фонды музея материалами по истории города. Но основным недостатком в работе музея являлась неукомплектованность научными кадрами и нехватка экспозиционных площадей.
В 1970-е годы вновь встает вопрос о выделении музею нового здания, бывшего дома купца Кузнецова по ул. Ленина,12. Но в результате реставрационных работ, зданию был причинен непоправимый ущерб, в результате которого переезд музея в это здание не состоялся.
Но, несмотря на проблемы с помещением, в работе музея в 70-е годы наблюдаются и положительные изменения. Повышается квалификация научных сотрудников, происходит подъём научного уровня исследований: плодотворно велась работа в государственных архивах, пополняя недостаток фактического материала по всем периодам истории города. Дальнейшее комплектование фондов проводилось в соответствии с тематико-экспозиционными планами новой экспозиции. Для привлечения посетителей в музей, были заключены договора с Челябинским и Чебаркульским бюро путешествий и экскурсий, со школами и предприятиями, в результате чего увеличилась посещаемость музея и достигла 50 тысяч человек в год. Основной формой массовой работы остается проведение экскурсий и чтение лекций. В среднем в год проводилось около 500 экскурсий и читалось около 70 лекций.
4 июля 1995 года музей вновь переехал в здание-особняк золотопромышленника Е. М. Симонова, где в экспозиционных залах были оформлены выставки, рассказывающие об истории края, о жизни обывателей Миасского завода: их занятиях, быте, духовной культуре, об истории золотодобычи в Миасской долине. Для посетителей была открыта научно-краеведческая библиотека с богатым фондом изданий, в том числе и дореволюционных.

## Экспонаты
В 1920 году фонд музея насчитывал 1195 экспонатов. В настоящее время фонд музея насчитывает 21 музейную коллекцию, в которых более 51 тысячи экспонатов. В музее проводятся тематические экскурсии для школьников и студентов, а также традиционные городские краеведческие чтения, тематические лекции об истории края.
Музейные коллекции отражают все стороны социального и культурного развития Миасса и прилегающих территорий.
Археологическая коллекция музея насчитывает более 20000 экспонатов. Здесь собраны экспонаты, переданные археологическими экспедициями, работавшими в Миасском районе. Минералогическая коллекция, отражающая все разнообразие и богатство Ильменских гор. В этой коллекции представлены как горные породы, так и образцы поделочных и драгоценных минералов. Коллекция художественного литья представлена образцами работ известных мастеров и художников П. К. Клодта, Е. А. Лансере, Н. Р. Баха, В. Ф. Торокина, отлитых на Кусинском и Каслинском заводах. Коллекция документов отражает различные стороны экономического и социального развития города, начиная с основания Миасского медеплавильного завода и по настоящее время.
Издания, находящиеся в отделе редкой книги, представляют собой литературу духовного и светского содержания, энциклопедические словари, издания УОЛЕ, литературно-художественные книги из серии «Библиотека Великих писателей», книги, изданные в частных типографиях Миасского завода и современные издания. Наибольший интерес представляют два Евангелия, изданные во второй половине XVIII в., ценным источником по истории города являются летописи, которые были написаны священниками Петро-Павловской церкви.
Коллекция предметов этнографии состоит из мебели, предметов домашней утвари, орудий труда, одежды различных слоев населения, типичной для миасского района. Коллекция этнографии пополнялась за счет проводимых музеем экспедиций по окрестным деревням и селам.

## Известные сотрудники
- Э. И. Мали — первый заведующий музея[1].
- П. М. Шалагинов — научный сотрудник, начал работу в музее с 1955 г.[2]